# براندون آگونون
براندون آگونون (انگلیسی: Brandon Agounon؛ زادهٔ ۱۹ اکتبر ۱۹۹۴) بازیکن فوتبال اهل فرانسه است.
از باشگاه‌هایی که در آن بازی کرده‌است می‌توان به باشگاه فوتبال کلرمون فوت و باشگاه فوتبال کان اشاره کرد.